# Гринчишин Ярослав Тадейович
Ярослав Тадейович Гринчишин (нар. 5 лютого 1948, в с. Кретівці, нині Україна) — український видавець, педагог, науковець у галузі ядерної фізики. Кандидат фізико-математичних наук (1978), доцент.

## Життєпис
Ярослав Гринчишин народився 5 лютого 1948 року в селі Кретівцях, нині Збаразької громади Тернопільського району Тернопільської области України.
Закінчив Тернопільську середню школу № 1 (1966, нині Українська гімназія ім. І. Франка), фізико-технічний факультет (1972, нині національний) та аспірантуру (1977) (Харківського державного університету. Працював викладачем, доцентом, завідувачем катедри фізики Тернопільського державного педагогічного університету ім. В. Гнатюка (1977—1997, нині національний).
Засновник (1996, разом з Я. Гап’юком) тернопільського видавництва «Підручники і посібники». Під його керівництвом у видавництві вийшло з друку близько 5000 найменувань книжок понад 1000 авторів, сумарний наклад яких перевищив 100 млн примірників. 2007 року з ініціативи Я. Гринчишина в Тернополі відкрили універсальну книгарню видавництва — «Ярослав Мудрий».
Ярослав Гринчишин зробив вагомий внесок у підтримку краєзнавчої бібліографії Тернопільщини, зокрема видань головної публічної книгозбірні краю — Тернопільської обласної універсальної наукової бібліотеки.

### Наукова діяльність
Автор близько 50 наукових праць.
Сфера наукових інтересів — фізика елементарних частинок.